# Hol (Norvegia)
Hol este o comună din provincia Buskerud, Norvegia.